# Пахиринозавр
Пахиринозавр (лат. Pachyrhinosaurus, буквально — «толстоносый ящер») — род динозавров из семейства цератопсид (Ceratopsidae), обитавших во времена позднемеловой эпохи (83,6—66,0 млн лет назад) на территории современных Канады и США.

## Описание
Представляли собой четвероногих (по способу передвижения) растительноядных животных. Оценки размеров самого крупного вида пахиринозавров — P. canadensis — указывают на длину 6-8 метров при массе около 4 тонн. Обладали достаточно массивным черепом, который мог достигать до 1,4 метра в длину.
Характерной особенностью рода является крупные костные выступы на морде — большая выпуклость над носом и меньшая над глазами. «Костный воротник» был увенчан парой рогов. В дополнение к этому на черепе имелось несколько меньших по размеру рогов, которые различались у разных особей и видов.

## Систематика
Pachyrhinosaurus принадлежит к подсемейству центрозаврин (Centrosaurinae), хотя отдельные систематики выделяют роды Pachyrhinosaurus, Achelousaurus, Einiosaurus и Rubeosaurus в трибу Pachyrhinosaurini.

### Виды
Pachyrhinosaurus perotorum — вид описан в 2012 году исследователями Энтони Р. Фьорилло и Рональдом С. Тикоски из Музея природы и науки города Даллас. Ископаемые остатки найдены в формации Prince Creek на Аляске, и датируются концом мелового периода (около 70—69 миллионов лет). В общей сложности было собрано более 1000 костей. В длину достигал около 5 метров.
Вид был описан на основе двух фрагментов теменной кости (которая у цератопсов формирует «воротник») и частичного черепа. Pachyrhinosaurus perotorum является бореальным (то есть жившим в северных широтах) динозавром. Во время позднего мела Аляска была расположена в таких же или более высоких широтах, чем её текущее географическое положение, а это означает, что её обитатели были приспособлены к условиям, где 6 месяцев в году бывают долгие зимние ночи с низкой температурой. Верхнемеловые отложения формации Принс-Крик на Аляске в настоящее время являются самыми богатыми находками полярных динозавров в обоих полушариях. В карьере Kikak-Tegoseak, где были найдены остатки Pachyrhinosaurus perotorum, также обнаружены кости и других динозавров: хищников Dromaeosaurus albertensis и Troodon formosus, тираннозаврид Albertosaurus sarcophagus, гадрозаврид Edmontosaurus и пахицефалозаврид Alaskacephale gangloffi.
Pachyrhinosaurus perotorum — самый молодой (нижний маастрихт) из трёх видов. Он характеризуется уникальной передней парой теменных рогов, расположенных на верхнем крае теменных полостей (большие отверстия в воротнике), и узким куполом в задней части носового утолщения.
Pachyrhinosaurus canadensis является достаточно большим, 6-метровым цератопсом. Описан в 1950 году. Известен из отложений на реке Сент-Мэри (верхний кампан — нижний маастрихт) и формации Хорсшу-Кэньон (нижний маастрихт) в провинции Альберта (Канада).
Pachyrhinosaurus lakustai — вид, описанный в 2008 году из формации Вапити (верхний кампан) в провинции Альберта, отличается от P. canadensis по хорошо разделённым носовыми и надбровными костными уплощениями и наличием рога на теменной кости, как раз за глазами. В длину достигал не более 5 метров.
Образец TMP 2002.76.1 из формации Дайносор-Парк в провинции Альберта, находящийся в Королевском музее Тиррела, показывает сходство с обоими Pachyrhinosaurus и Achelousaurus, может представлять собой четвёртый вид в этом роде.